# Oppmanna och Vånga landskommun
Oppmanna och Vånga landskommun var en tidigare kommun i dåvarande Kristianstads län.

## Administrativ historik
Den bildades vid kommunreformen 1952 genom sammanläggning av de tidigare kommunerna Oppmanna och Vånga. 
Denna kommun existerade fram till 1974, då den gick upp i Kristianstads kommun.
Kommunkoden var 1119.

### Kyrklig tillhörighet
I kyrkligt hänseende tillhörde kommunen Oppmanna församling och Vånga församling.

## Geografi
Oppmanna och Vånga landskommun omfattade den 1 januari 1952 en areal av 161,85 km², varav 139,15 km² land.

### Tätorter i kommunen 1960
I Oppmanna och Vånga landskommun fanns tätorten Arkelstorp, som hade 278 invånare den 1 november 1960. Tätortsgraden i kommunen var då 10,1 procent.

## Politik

### Mandatfördelning i valen 1950-1970
| 15 | 8 | 10 | 2 |

| 34 |

| 15 | 8 | 8 | 4 |

| 35 |

| 12 | 9 | 8 | 6 |

| 35 |

| 14 | 10 | 7 | 4 |

| 34 |

| 14 | 11 | 6 | 4 |

| 34 |

| 15 | 12 | 5 | 3 |

| 32 |